# Нікітін Василь Анфілович
Василь Анфілович Нікітін (1899 — 15 листопада 1941) — радянський військово-політичний діяч, дивізійний комісар. Член Ревізійної Комісії КП(б)У в травні 1940 — листопад 1941 року. Член Військової Ради при Народному Комісаріаті оборони СРСР (з 1940 року).

## Біографія
Народився в селянській родині. З 1917 року служив у Червоній армії.
Член РКП(б) з 1925 року.
З 1933 до 1937 року — слухач Військово-політичної академії імені Толмачова.
Перебував на військово-політичній роботі у Червоній армії. З серпня 1937 року був військовим комісаром 31-го кавалерійського полку РСЧА.
З червня 1938 року служив військовим комісаром 3-го кавалерійського корпусу Білоруського військового округу. До листопада 1939 року — начальник політичного відділу армійської кавалерійської групи військ Київського Особливого військового округу. Учасник захоплення Західної України радянськими військами у вересні 1939 року.
4 листопада 1939 — 20 листопада 1940 року — член Військової ради — начальник Політичного управління армійської кавалерійської групи військ Київського Особливого військового округу у Кам'янець-Подільській області. З листопада 1940 року перебував у розпорядженні Головного управління політичної пропаганди РСЧА СРСР.
20 березня — 1 серпня 1941 року — начальник політичного відділу — заступник командира 33-го стрілецького корпусу із пропаганди Орловського військового округу.
Учасник німецько-радянської війни. З серпня 1941 року — член Військової ради 43-ї армії РСЧА. 14 жовтня — 15 листопада 1941 року — військовий комісар 11-ї кавалерійської дивізії РСЧА імені Морозова Приволзького військового округу. Учасник битви під Москвою. Загинув 15 листопада 1941 року.

## Військові звання
- полковий комісар
- бригадний комісар (7.06.1938)
- дивізійний комісар (3.11.1939)

## Нагороди
- орден Червоної Зірки (22.02.1938)
- медалі